# Soigne
Soigne Co., Ltd.  (株式会社ソワネ Kabushiki-gaisha Sowane?), es un estudio de animación japonés fundado en 2023.

## Historia
El 20 de junio de 2023, Hikaru Murakami y Norimasa Fujita, quienes habían trabajado en la producción de Yama no Susume: Third Season y Yama no Susume: Next Summit en el estudio 8-Bit, decidieron independizarse y fundar su propia empresa de animación, partiendo de la idea de que “si queremos hacer anime por nuestra cuenta, lo más rápido sería crear una empresa”.
En 2025, Soigne realizó su primera producción principal con la serie de anime Mono. La oportunidad surgió cuando, al momento de la fundación del estudio, tuvieron una reunión con Aniplex. Durante esa conversación, Aniplex, que ya llevaba varios años considerando adaptar Mono al anime, les presentó el proyecto, lo que llevó finalmente a que la animación fuera producida por Soigne.
La política de Soinet es "seleccionar obras basándonos en las personas". Respecto a esta política, Fujita comentó: "Murakami y yo pensamos en crear obras junto con personas dentro de nuestras conexiones personales que, de manera natural, generen un vínculo con esa obra, personas con las que sintamos que hay algo que nos llama la atención. Por supuesto, también es importante trabajar en títulos populares o en obras que con seguridad se venderán. Sin embargo, lo que nosotros, que acabamos de fundar la empresa, consideramos importante en este momento es si el personal involucrado en la obra es adecuado para ella o no. Si no hay compatibilidad, por muy prometedor que sea el proyecto, continuar con él será difícil, y la motivación tampoco se mantendrá por mucho tiempo".

## Producciones

### Series de televisión
| Año  | Título                                      | Director       | Fecha de primera transmisión | Fecha de última transmisión | Eps. | Notas                                              | Refs.             |
| ---- | ------------------------------------------- | -------------- | ---------------------------- | --------------------------- | ---- | -------------------------------------------------- | ----------------- |
| 2025 | Mono                                        | Ryōta Aikei    | 13 de abril de 2025          | 29 de junio de 2025         | 12   | Adaptación del manga escrito e ilustrado por Afro. | [ 6 ] [ 7 ] [ 8 ] |
| —    | Kamiina Botan, Yoeru Sugata wa Yuri no Hana | Takashi Sakuma | —                            | —                           | —    | Adaptación del manga escrito e ilustrado por Hey.  | [ 9 ]             |

### Videos musicales
| Año  | Título de la canción | Artista | Director         | Refs.  |
| ---- | -------------------- | ------- | ---------------- | ------ |
| 2024 | Hikaru nara          | VSPO!   | Motoki Nakanishi | [ 10 ] |